# VASP-Flug 640
Auf dem VASP-Flug 640 (Flugnummer: VP640) ereignete sich am 27. Februar 1975 ein schwerer Flugunfall, als an einer Embraer EMB-110C Bandeirante der Fluggesellschaft Viação Aérea São Paulo (VASP) kurz nach dem Start vom Flughafen São Paulo-Congonhas ein Triebwerksschaden auftrat und sie in ein Wohngebiet stürzte. Bei dem Zwischenfall kamen alle 15 Personen an Bord ums Leben. Es handelte sich um den ersten tödlichen Zwischenfall einer Embraer EMB110 sowie den ersten Totalverlust einer Maschine dieses Typs.

## Maschine
Das betroffene Flugzeug war eine 1974 gebaute Embraer EMB-110C Bandeirante mit der Werknummer 110021. Die Maschine wurde im Mai 1974 an die VASP ausgeliefert und trug das Luftfahrzeugkennzeichen PP-SBE. Das zweimotorige Regionalverkehrsflugzeug war mit 2 Turboproptriebwerken des Typs Pratt & Whitney Canada PT6A-34 ausgestattet. Bei der EMB-110C handelte es sich um das erste kommerzielle Flugzeug aus brasilianischer Produktion, das Flugzeugmodell bot bis zu 15 Passagieren Platz und wurde erst im Jahr 1973 eingeführt.

## Besatzung
Es befand sich eine zweiköpfige Besatzung, bestehend aus einem Flugkapitän und einem Ersten Offizier an Bord:
- Der 29-jährige Flugkapitän Milton Luís Figueroa hatte während des Fluges die Funktion des Pilot Flying. Er war ein Absolvent der Akademie der Luftstreitkräfte Brasiliens und war ferner im Besitz von Musterberechtigungen für die Flugzeugtypen Cessna 310, Cessna 320, Cessna 411 und Beechcraft C-45. Figueroa verfügte über 4125 Stunden Flugerfahrung, von denen er 625 mit der Embraer EMB110 absolviert hatte.

- Der 23-jährige Erste Offizier Alberto Silva Bastos (* 11. September 1951 in Rio de Janeiro) war wie Kapitän Figueroa ein Absolvent der Akademie der Luftstreitkräfte Brasiliens. Er verfügte über 392 Stunden Flugerfahrung, von denen er 204 im Cockpit der Embraer EMB110 absolviert hatte.

Auf dem Regionalflug waren keine Flugbegleiter vorgesehen.

## Passagiere und Flugplan
Den Regionalflug VP640 innerhalb der Bundesstaates São Paulo von der Stadt São Paulo nach Araçatuba, mit einem Zwischenstopp in Bauru hatten an diesem Tag 13 Passagiere angetreten.

## Unfallhergang
Die Wetterverhältnisse waren an diesem Tag sehr gut. Die Funksprüche zwischen dem Kapitän und der Flugsicherung verliefen normal. Die Maschine hob um 6:25 Uhr von der Startbahn 34 des Flughafens Congonhas ab. Augenblicke nach dem Start veränderte sich das Betriebsgeräusch des Triebwerks Nr. 2, kurz darauf kam es zu einem Leistungsverlust. Der Kapitän leitete eine Linkskurve ein, konnte jedoch die Höhe nicht halten. Die Maschine stürzte um 6:28 Uhr in ein Wohngebiet in der Rua Espairada 997/997A in einer Entfernung von 1,5 Kilometer nordwestlich des Flughafens. Die Maschine stürzte auf die Dächer von vier Häusern, brach auseinander und explodierte, wobei alle 15 Insassen getötet wurden. Das Leitwerk bleib auf einem zerstörten Haus liegen. Trotz des erheblichen Schadens an den Häusern waren am Boden keine Todesopfer zu beklagen.

## Rettungs- und Bergungseinsatz
Als die Feuerwehr fünfzehn Minuten nach dem Absturz eintraf, konnte sie kaum mehr tun, als den Ort abzusperren, das Feuer zu löschen und die 15 in den Trümmern befindlichen Leichen zu bergen.

## Unfalluntersuchung
Die für die Untersuchungen zuständige Kommission konnte die Ursachen der Katastrophe aufgrund der vollständigen Zerstörung des Flugzeugs nicht ermitteln. Dem Bericht der Kommission zufolge war der Pilot offenbar nicht in der Lage die Maschine zu kontrollieren, nachdem ein Triebwerk ausgefallen war, aber es war nicht möglich zu klären, ob er noch versucht hatte, nach Congonhas zurückzukehren oder eine Notlandung an einem anderen nahe gelegenen Ort in Erwägung zog.
Embraer schickte auch die beiden Turbinen an ein Speziallabor in Kanada, welches jedoch keine Mängel feststellen konnte. Darüber hinaus simulierte Embraer bei Flügen mit ähnlichen Maschinen alle möglichen Ausfallbedingungen, ohne jedoch zu einem verwertbaren Ergebnis zu gelangen.